# مهدي أباد (أرسك)
مهدي أباد (بالفارسية: مهدی‌آباد) هي مستوطنة تقع في إيران في قسم أرسك الريفي.